# Heinrich Hartung II.
Heinrich Hartung II. (* 23. August 1816 in Koblenz; † 26. April 1893 ebenda) war ein deutscher Porträt- und Genrebild-Maler aus der Koblenzer Maler- und Künstlerdynastie Hartung. Sein Vater war der Maler und Kunstschreiner Heinrich Hartung I., sein Bruder der Bildhauer Johann Hartung, sein Sohn der Maler Heinrich Hartung III. und sein Enkel der Maler Heinrich Hartung IV.
Wo Heinrich Hartung als Maler ausgebildet wurde, ist unbekannt. In den Schülerlisten der Kunstakademie Düsseldorf taucht allerdings ein 22-jähriger Heinrich Hartung aus Koblenz auf, der im Schuljahr 1840 die Elementarklasse der Akademie besuchte. Mehrere Arbeiten von ihm können im Mittelrhein-Museum in Koblenz besichtigt werden. Bekannt ist sein freundschaftliches Verhältnis zum Maler Franz von Lenbach. Mit diesem hat er einen umfangreichen Briefwechsel geführt und wurde von ihm auch dreimal porträtiert. 1849 heiratete Hartung Catharina Caroline Hoffmann, eine Nichte von Joseph Görres. Seine geistreichen und humorvollen Reden wurden in der Koblenzer Casinogesellschaft und im Koblenzer Karneval hoch geschätzt. Eine Reihe dieser Reden hat W. J. Becker im Koblenzer Heimatblatt 1926 der Nachwelt zugänglich gemacht.